# توماس ألين (سياسي أمريكي)
توماس ألين (بالإنجليزية: Thomas Allen) هو محامي وصحفي وسياسي أمريكي، ولد في 29 أغسطس 1813 في بيتسفيلد في الولايات المتحدة، وتوفي في 8 أبريل 1882 في واشنطن العاصمة في الولايات المتحدة. حزبياً، نشط في الحزب الديمقراطي. وقد انتخب عضو مجلس ولاية ميزوري وانتخب عضو مجلس النواب الأمريكي.